# Gojoe reisenki: Gojoe
Gojoe reisenki: Gojoe (五条霊戦記GOJOE Gojō reisenki GOJOE?, Gojoe: Spirit War Chronicle) es una película de acción y fantasía japonesa dirigida por Gakuryū Ishii. Estrenada en 2000, se trata de una adaptación de la lucha entre los clanes Heike y Genji ambientada en el Japón del siglo XII.

## Argumento
En el siglo XII la disputa entre los clanes de los Heike y los de Genki ha conducido a la derrota de los segundos. Pero la victoria no es completa, pues el puente de Gojoe, un lugar sagrado cerca de Kyoto, está habitado por un demonio que se dedica a cortar la cabeza a todo Heike que se atreve a cruzarlo y que cada noche saquea las tierras de los Heike. Benkei, un antiguo guerrero y asesino convertido al budismo que ha jurado no volver a luchar más, debe dejar sus votos pacifistas a un lado cuando recibe la revelación de Acalanatha de que sólo acabando con el demonio será perdonado. Tomando su espada una vez más, y uniendo fuerzas con un saqueador de tumbas llamado Tetsukichi, el monje se pone en camino para acabar con el reinado de terror del misterioso demonio. Sin embargo, Benkei descubre que su enemigo no es, como decían los rumores, un demonio cumplidor de una famosa profecía, sino el último de los Genji, un príncipe caído llamado Shanao que está resuelto a recuperar su poder. Después de que el príncipe asesine al monje superior de Benkei, este deberá encontrar fuerzas para superar su reticiencia a luchar y derrotar al enemigo.

## Reparto
- Daisuke Ryu como Benkei.
- Masatoshi Nagae como Tetsukichi.
- Tadanobu Asano como Shanao.
- Masakatsu Funaki como Tankai.
- Jun Kunimura como Suzaku-Hougan.
- Urara Awata como Asagiri.
- Wui Sin Chong como Shoshinbo.

## Producción
El productor de cine Takenori Sento, que contribuyó a producir la saga de terror The Ring, deseaba crear algo nuevo produciendo una película de acción en el género jidaigeki.

## Estreno
La película fue mostrada por primera vez en Estados Unidos como parte del 2000 Toronto Film Festival, así como en el Festival de Cine de Sitges de 2001. No sería estrenada en Japón hasta el 7 de octubre de 2001.

## Premios
El actor Tadanobu Asano ganó el premio al mejor actor de reparto en los Hochi Film Awards por su rol en esta película.

## Recepción
Variety dio a la película una reseña mixta, constatando que «a pesar de contar con un comienzo impresionante y un final apropiadamente titánico, esta película sobre guerreros batallando entrs sí durante la "Edad Oscura" es excesivamente larga, con casi una hora y media, y empalaga rápidamente con su interminable sucesión de escenas de lucha en los bosques.» El Japan Times comparó la escena final de la película a los «excesivos episodios de Dragonball Z» y dijo que la película «puede que tenga a los mismos que convirtieron The Ring en un éxito, pero no es algo que vaya a hacer a nadie olvidar Shichinin no Samurai. La obra maestra de Kurosawa transmite la esencia de la batalla con desgarradora autoridad.» Film4 dio una crítica positiva a la película, comentando que «lo que le falta en humor (y es que no hay absolutamente nada en ella) Gojoe lo compensa de sobra con su implacable intensidad, algo que pocos directores podrían sostener en una película tan larga.»